# 王叔杲
王叔杲（1517年—1600年），字陽德，號暘谷，浙江溫州府永嘉縣人，明朝政治人物。

## 生平
嘉靖二十二年（1543年）癸卯科浙江鄉試第二十五名，嘉靖四十一年（1562年）壬戌科進士。授靖江縣知縣，改常熟縣知縣，歷大名府知府，官至參政治兵蘇松常鎮四郡，年八十四卒。

## 家族
曾祖王封；祖父王鉦，封通政司右通政；父王澈，曾任布政司左參議 贈朝議大夫。母潘氏（贈恭人）；繼母張氏（封恭人）。